# ミラーマスク
『ミラーマスク』（Mirror Mask）は、2005年製作のファンタジー映画。

## 概要
ニール・ゲイマンの原作を元に、デイヴ･マッキーンが監督を担当して製作されたファンタジー映画。ドイツ表現派映画の印象を取り入れた映像が展開されるダーク・ファンタジーで、本来はDVD等のパッケージソフトとして製作されたが、18館限定ながらアメリカで劇場公開された。

## ストーリー
サーカス座の一人娘で曲芸師のヘレナは、他の子供と違った環境で暮らさなければならない事に不満を感じ、母に反抗的に接している。ある日ヘレナが勢いで「死んでしまえばいい」という言葉を投げつけた直後、母が重い病気で倒れる。自分のせいで母が倒れたと悩むヘレナは、ある夜、住んでいるアパートが不思議な世界につながっていることに気がつく。その世界では元々光と闇の世界が微妙な均衡を保っていたが、ヘレナと瓜二つの闇の姫が光の世界にやってきて「ミラーマスク」を盗み出したために光の女王が不思議な眠りに落ちて以来、闇の世界が光の世界を侵し始めていた。母に酷似した光の女王を目覚めさせるために、ヘレナは不思議な世界で知り合った、ヴァレンタインという仮面をつけた若い男と共に、ミラーマスクを探しに出かける。ある時ヘレナが不思議な世界の家々の窓をのぞくと、自分そっくりな娘がヘレナの現実の世界で、現実のヘレナらしくない行動を取っているのが見える。

## 公開
- 2006年、日本の「大阪ヨーロッパ映画祭」で出品/上映される。
- 2006年12月、ソニー・ピクチャーズ・エンタテインメントよりDVDとしてリリースされる。
- 2008年6月2日、WOWOWでハイビジョン/5.1ch放映される。

## 登場人物
ヘレナ / 闇の王女
演 - ステファニー・レオニダス（坂本真綾）
バレンタイン / 若者
演 - ジェイソン・バリー（中井和哉）
父親 / 総理大臣
演 - ロブ・ブライドン（後藤敦）
母親 / 白の女王 / 闇の女王
演 - ジーナ・マッキー（山像かおり）
※吹き替え声優はDVDでの日本語音声のもの。